# La Sauvagère
La Sauvagère ist eine Ortschaft und eine Commune déléguée in der französischen Gemeinde Les Monts d’Andaine mit 984 Einwohnern (Stand: 1. Januar 2022) im Département Orne in der Region Normandie. Die Einwohner werden Sylvagériens genannt.
Mit Wirkung vom 1. Januar 2016 wurden die früheren Gemeinde  La Sauvagère und Saint-Maurice-du-Désert zu einer Commune nouvelle mit dem Namen Les Monts d’Andaine zusammengelegt und üben in der neuen Gemeinde den Status einer Commune déléguée aus. Der Verwaltungssitz befindet sich im Ort La Sauvagère. Die Gemeinde La Sauvagère gehörte zum Arrondissement Alençon und zum Kanton La Ferté-Macé.

## Geografie
La Sauvagère liegt etwa 45 Kilometer westnordwestlich von Alençon.

## Bevölkerungsentwicklung
| Jahr                      | 1962 | 1968 | 1975 | 1982 | 1990 | 1999 | 2006 | 2013 |
| Einwohner                 | 540  | 529  | 514  | 623  | 722  | 835  | 937  | 994  |
| Quelle: Cassini und INSEE |      |      |      |      |      |      |      |      |

## Sehenswürdigkeiten
- Dolmen
- Allée couverte de la Bertinière, seit 1957 Monument historique
- Kirche Saint-Pierre-et-Saint-Paul aus dem 19. Jahrhundert

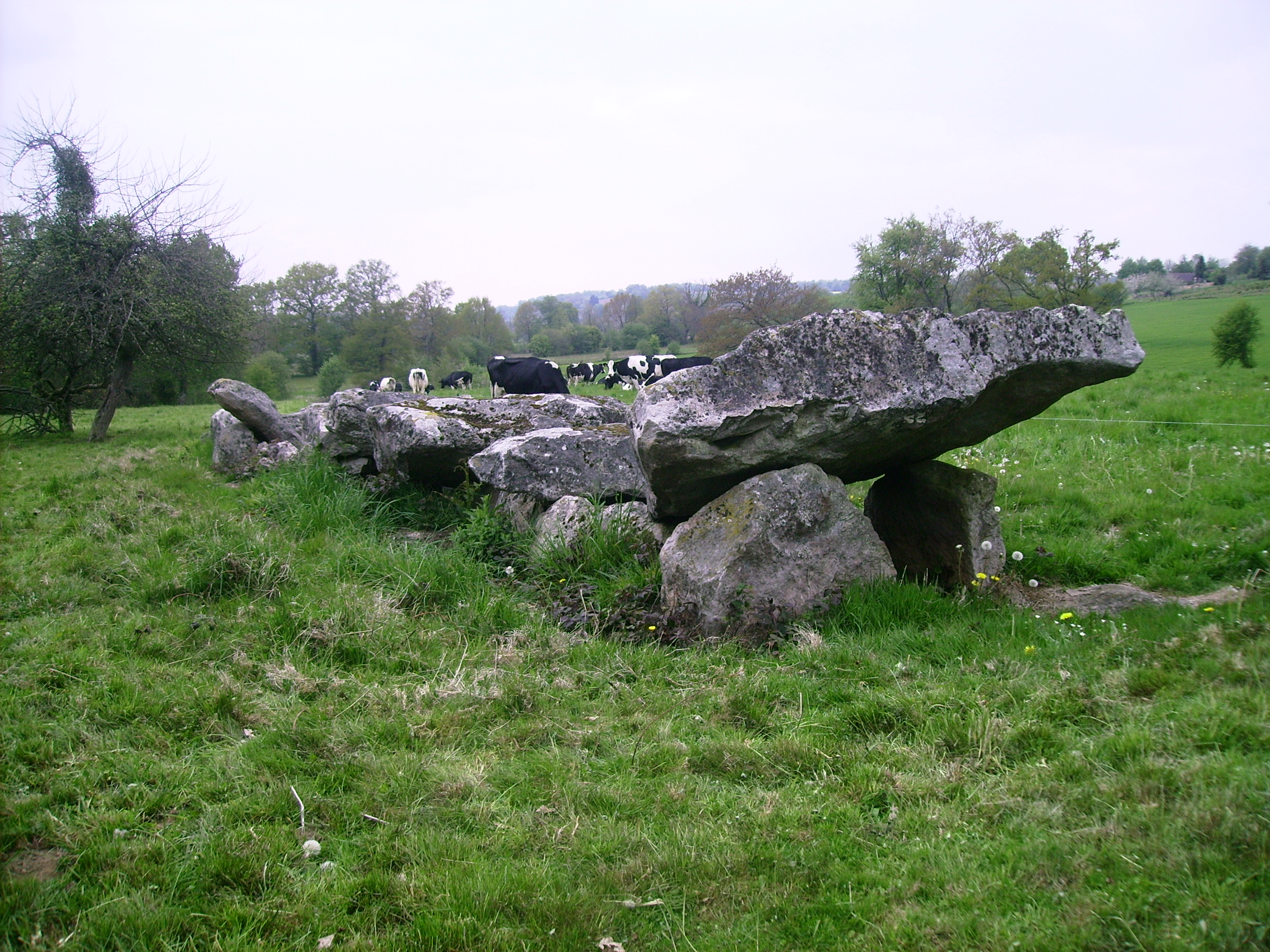
Allée couverte la Bertinière
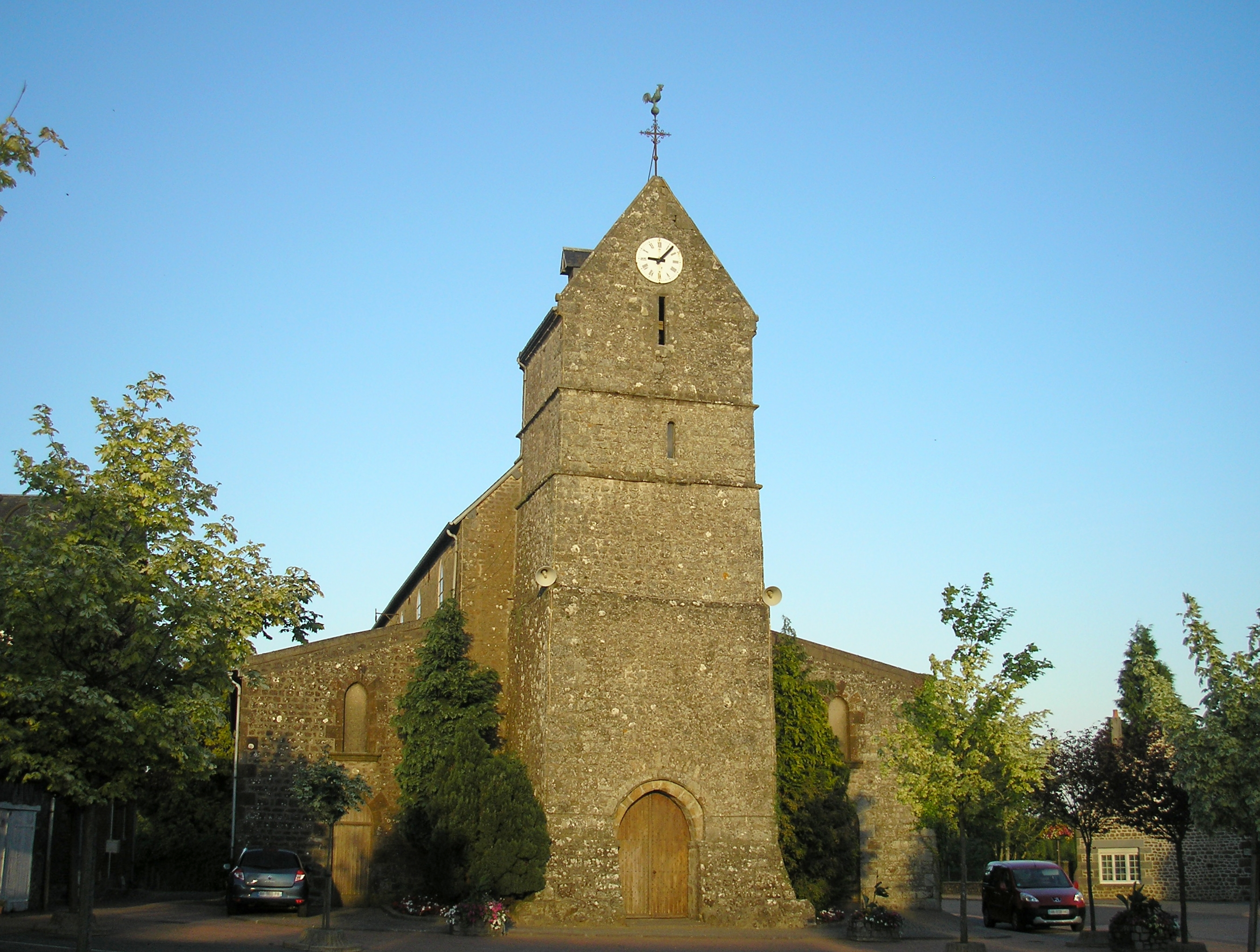
Kirche Saint-Pierre-et-Saint-Paul

## Persönlichkeiten
- Jean-Pierre Brisset (1837–1919), Schriftsteller